# Avenida José Mesa y López
La Avenida José Mesa y López es una avenida de Las Palmas de Gran Canaria que divide los distritos 2 (Distrito Centro) y 3 (Distrito Isleta-Puerto-Guanarteme). Concretamente, se ubica en los barrios de Santa Catalina-Canteras, Alcaravaneras y Guanarteme. La avenida une el enlace de la Avenida Marítima y la entrada de la Base Naval con la Plaza de América. La morfología de la avenida se subdivide en dos tramos: uno que se haya entre los barrios de Santa Catalina-Canteras y Alcaravaneras y el otro completamente integrado en Guanarteme. Estos tramos se unifican en la Plaza de España. La avenida es uno de las zonas comerciales más importantes de la ciudad junto con la Calle Mayor de Triana, y en ella se encuentran dos de los tres centros comerciales El Corte Inglés que hay actualmente en Gran Canaria.

## Historia
El nombre de la calle está dedicado a José Mesa y López, alcalde de Las Palmas de Gran Canaria entre los años 1922 y 1923, y posteriormente entre los años 1929 y 1931, durante la dictadura de Miguel Primo de Rivera.
La avenida se origina a principios de la década de 1950, cuando se inicia la expansión de la ciudad desde el barrio de Triana hacia la Playa de Las Canteras, ocupando las dunas que se hallaban entre estos dos lugares y cuyo desarrollo urbanístico las haría desaparecer por completo. Su trazado se diseñó perpendicular al litoral este de Gran Canaria y paralelo al litoral de la Playa de Las Canteras. 
A mediados de la década de 1950, el trazado existente conectaba la Base Naval con la Calle General Vives. A mediados de los años 1960 ya estaba construido el tramo entre la Base Naval y la Plaza de la Victoria (Renombrada posteriormente como Plaza de España), y el segundo tramo solo llegaba hasta la Calle General Sanjurjo (Actualmente, Calle Olof Palme). Sin embargo, los edificios que se construían por la zona ya contemplaban la expansión de la avenida hasta desembocar en el nacimiento de la Carretera de Chile que unía Guanarteme con Tamaraceite. Sin embargo, la avenida no desembocaría en esta carretera hasta los años 2000.

## Tramos
Los dos tramos de la Avenida Mesa y López son bastante distintos entre sí, aunque toda la calle tuviera una anchura media de 35 metros. El primer tramo entre la Base Naval y la Plaza de España tenía una rambla de 10 metros aproximadamente completamente transitable por peatones. El tráfico transcurría en una calzada de tres carriles por sentido, sin aparcamientos en sus márgenes. Mientras, el segundo tramo entre la Plaza de España y la Plaza de América tenía una mediana de apenas un metro de ancho intransitable por peatones. En el sentido este, la calzada tiene tres carriles con posibilidad de aparcar en el margen derecho. Por otro lado, en el sentido oeste, la calzada dispone de dos carriles con aparcamientos en los dos márgenes. Las diferencias en los dos tramos también se pueden ver en la vegetación presente. Mientras en el primer tramo, en la mediana, se hallan ejemplares de Laurel de Indias (Ficus microcarpa), en el tramo de Guanarteme se pueden encontrar ejemplares de Washingtonias.
Desde 2011, el tramo de Alcaravaneras es el que está sufriendo una importante transformación. Fue, en este año, cuando el ayuntamiento aprobó transformar la calzada en sentido Base Naval-Plaza de España en una zona parcialmente peatonal, reduciendo los carriles de circulación de tres a uno, y dejando el único carril disponible solo para la circulación de Guaguas, Taxis y coches exclusivamente de los vecinos que habitan en la zona. El acondicionamiento de la vía peatonal no recurrió del adoquinado usual en las vías peatonales de la ciudad, sino que la calzada fue pintada de verde y separada del carril en servicio con bolardos y jardineras. Este acondicionamiento fue similar al que se hizo en el Times Square de Nueva York, ya que era más barato y podía ser reversible en caso de que la peatonalización no funcionara.
A principios de la Años 2020, el tramo de Alcaravaneras ha sido adoquinado y peatonalizado hasta Plaza de España, dejando solo un carril por sentido que se usará exclusivamente para la MetroGuagua.

### Comunicaciones
| Líneas              | Líneas                                              |
| ------------------- | --------------------------------------------------- |
| Guaguas Municipales | 17 21 22 24 25 26 33 44 45 47 81 L2 MetroGuagua     |
| Global              | 103 105 116 117 204 206 210 232 233 234 317 319 323 |